# Frank Capra
Pour les articles homonymes, voir Capra (homonymie).
Francesco Rosario Capra, dit Frank Russell Capra, Frank R. Capra ou plus simplement Frank Capra, est un réalisateur, scénariste et producteur américain d'origine italienne, né le 18 mai 1897 à Bisacquino (Sicile, Italie) et mort le 3 septembre 1991 à La Quinta (Californie, États-Unis).
Fils d'immigrés italiens, Frank Capra débuta dans le cinéma par hasard, et apprit son métier auprès de Mack Sennett comme scénariste, notamment en tant que gagman (scénariste spécialisé dans les blagues), avant d'entamer une carrière de réalisateur. Il participa, grâce à son association avec le producteur Harry Cohn, à l'essor de la Columbia et devint l'un des metteurs en scènes les plus importants du cinéma américain des années 1930,,, remportant trois fois l'Oscar du meilleur réalisateur (il fut le premier à en remporter trois). Il signa plusieurs grands succès, aujourd'hui considérés comme des classiques du cinéma américain,, : New York-Miami, L'Extravagant Mr. Deeds, Les Horizons perdus, Vous ne l'emporterez pas avec vous, Monsieur Smith au Sénat, L'Homme de la rue, Arsenic et vieilles dentelles et La vie est belle, ainsi que plusieurs films de propagande réalisés pendant la Seconde Guerre mondiale, dont la série Pourquoi nous combattons. Sa carrière déclinant, il prit sa retraite au début des années 1960 et publia son autobiographie, The Name Above the Title : An Autobiography, en 1971.
Salarié de studio, il fut néanmoins l'un des quelques metteurs en scène de Hollywood à bénéficier d'une totale liberté artistique pour la plupart de ses films. Fort de leur succès public et critique, il fut l'un des premiers à pouvoir imposer l'idée du réalisateur comme auteur du film, ouvrant ainsi la voie à la politique des auteurs. Fait rare, son nom était connu du public et figurait au-dessus du titre sur les affiches promotionnelles de ses films, avant celui des vedettes. Il tenta plusieurs fois, avec Liberty Films notamment, de fonder sa propre société de production indépendante, sans succès.

## Biographie

### Jeunes années
Francesco Rosario Capra est né en Sicile (Italie), dans le petit village de Bisacquino, près de Palerme, le 18 mai 1897, de Salvatore et de Rosaria Sarah Nicolosi, paysans pauvres (son père, Salvatore Capra, était illettré ). En 1903, alors qu'il avait six ans, une lettre envoyée par son frère aîné Ben qui se trouvait en Amérique, poussa la famille à partir vers les États-Unis, . Les Capra s'installèrent à Los Angeles après un long voyage pour lequel ils avaient dû vendre une grande partie de leurs biens : les parents trouvèrent du travail, et Frank fut le seul des enfants à être envoyé à l'école . En février 1915, il entra à l'université Caltech (California Institute of Technology) de Pasadena pour préparer un diplôme d'ingénieur chimiste , qu'il obtint trois ans plus tard, en 1918 (année de la mort, accidentelle, de son père ). Contre toute attente, il ne chercha pas à obtenir un poste dans une entreprise, préférant s'engager dans l'armée, pour se battre sur le front européen . Mais il fut envoyé dans la caserne de Fort Mason à San Francisco pour enseigner la balistique, et ne trouva pas de travail au sortir de la guerre. Raillé par sa famille et les femmes de son quartier pour son oisiveté , il décida après plusieurs semaines cloué au lit (en raison d'un éclatement de l'appendice ), de quitter le domicile familial pour gagner sa vie.
Pendant les trois années qui suivirent, Frank Capra mena une vie de bohême en Arizona, dans le Nevada et en Californie, alternant les petits jobs mal payés . Il arriva à San Francisco à la fin de l'année 1921, et trouva un premier emploi d'ingénieur chimiste, qu'il quitta rapidement. Après avoir lu, par hasard , une annonce dans un journal, il rencontra un comédien désireux de porter à l'écran des poèmes. Il parvint à gagner l'amitié et le respect de cet homme en se faisant passer pour un jeune réalisateur de Hollywood , et se vit confier la réalisation de l'adaptation d'un poème de Rudyard Kipling, The Ballad of Fisher's Boarding House. Le petit film d'une bobine remporta un joli succès d'estime dans la presse lors de sa projection .

### Les débuts dans le cinéma

#### L'apprentissage

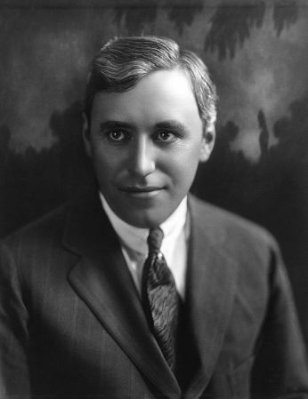
Mack Sennett fut le premier producteur à avoir une grande importance dans la carrière de Frank Capra : il l'embaucha comme gagman et lui imposa de travailler avec Harry Langdon, lui ouvrant ainsi sa future carrière de réalisateur.

Désireux de tout connaître du métier qu'il voulait désormais exercer, Capra se fit engager comme stagiaire dans un laboratoire de cinéma , qui développait et montait des films d'actualités et des documentaires amateurs. Le laboratoire fut chargé de développer les rushes d'un film de Robert Eddy, un réalisateur de comédies de Hollywood, et Capra réussit à se faire engager à son service, comme accessoiriste remplaçant , puis comme monteur. Il monta ses trois films suivants, et devint son gagman attitré . Avec son aide, Frank Capra fut introduit à Hollywood auprès de Robert McGowan, réalisateur à succès du feuilleton pour enfants Our Gang, et devint employé du studio de Hal Roach - toujours comme gagman - où il rencontra l'acteur Will Rogers . Six mois plus tard, avec sa recommandation, il décida de tenter sa chance auprès de Mack Sennett , alors l'important producteur de comédies à Hollywood.

#### La collaboration avec Mack Sennett et Harry Langdon
Capra entra au service de Mack Sennett comme gagman et scénariste, où il rencontra notamment le futur réalisateur Tay Garnett . Apprécié pour ses services, il manqua toutefois de se faire remercier définitivement, pour avoir osé défier le maître, très autoritaire avec ses équipes . Celui-ci imposa à ses scénaristes d'écrire pour sa nouvelle trouvaille, le comédien Harry Langdon . Comme ses collègues, Frank Capra fut d'abord réticent devant son prétendu potentiel comique mais trouva l'idée de lui créer un personnage reconnaissable, à l'instar de Charlot. Sa première apparition à l'écran fut un grand succès, et il devint rapidement une star mondiale . Gagnant sa confiance, Frank Capra fut de plus en plus présent sur les plateaux de tournage, à tel point que Langdon l'imposa comme coréalisateur quand il signa un contrat avec la First National . En 1925, il fut le scénariste (et réalisateur non crédité) du premier long-métrage de Langdon, Plein les bottes (Tramp, tramp, tramp) - avec une jeune débutante, Joan Crawford -, et en profita pour s'intéresser à tous les corps de métier que composaient l'équipe d'un film. Le film fut un succès commercial , et permit à Capra de pouvoir réaliser son premier film, L'Athlète incomplet (The Strong Man), toujours avec Harry Langdon en vedette.
Son premier film en tant que réalisateur fut un succès commercial et critique, mais marqua le début des problèmes dans sa relation avec Harry Langdon , qui supportait de moins en moins d'être dirigé ou censuré dans ses idées. En outre, son comportement de vedette  sur le tournage de Sa dernière culotte (Long Pants) fut l'objet d'une altercation entre la star et Capra , qui mit un terme à leur amitié et leur collaboration. Le film burlesque fut plébiscité par le public, mais le réalisateur fit les frais des dires mensongers de Harry Langdon sur leur relation professionnelle, et fut banni par son agent et les producteurs. Toutefois, il parvint à retrouver du travail au cours de l'année 1927, à New York. Deux frères associés lui confièrent la réalisation de leur nouvelle production , Pour l'amour de Mike, avec la jeune Claudette Colbert notamment. Tourné avec un budget dérisoire, auquel s'ajouta le problème des salaires de l'équipe, le film fut un lourd échec , et Frank Capra revint à Hollywood au chômage et sans argent. Après avoir hésité à reprendre ses études scientifiques , il retrouva son premier emploi de scénariste chez Mack Sennett.

### Les années Columbia (1928-1939)

#### Un réalisateur de commande
Harry Cohn, alors modeste producteur d'une nouvelle société de production cinématographique, la Columbia, décida d'employer Frank Capra, et de lui confier la mise en scène d'un film. Le rital écrivit et réalisa That Certain Thing avec très peu de moyens,, et s'attira la sympathie du producteur qui lui fit signer un contrat pour deux nouveaux films : So This Is Love? et Bessie à Broadway (The Matinee Idol). Pour l'empêcher de reprendre ses études et le garder à la Columbia, Harry Cohn proposa un intéressant nouveau contrat à sa nouvelle recrue, le mettant ainsi à l'abri du besoin. Capra réalisa deux nouveaux films, dramatiques : Say It with Sables et The Way of the Strong, deux échecs commerciaux et artistiques. La même année 1928, il fut appelé à remplacer d'urgence un réalisateur que Harry Cohn trouvait mauvais, sur une autre production Columbia : L'Épave vivante (Submarine), premier film à gros budget de la société. Il parvint, non sans mal, à rallier l'hostile équipe du film à sa cause - notamment les deux vedettes, Jack Holt et Ralph Graves, et imposa que les comédiens tournent dans des costumes réels, et sans maquillage. Le film fut un grand succès et resta plusieurs semaines à l'affiche :  il augmenta ainsi l'importance de la Columbia à Hollywood et celle de son nouveau réalisateur vedette. Avec l'arrivée du cinéma parlant, Frank Capra devint un technicien important : sa formation scientifique en faisait un atout face à l'innovation que subissait le cinéma. Il tourna un film mi-muet mi-parlant, The Younger Generation en 1929, puis The Donovan Affair, au cours duquel il commença à développer son obsession d'être récompensé aux Oscars. Il retrouva le tandem Jack Holt-Ralph Graves pour un nouveau film de guerre, Flight, sur les pilotes du Marine Corps, au cours duquel il filma de réelles séquences aériennes. Pour la première fois, un film Columbia produit par Harry Cohn fut présenté lors d'une grande première à New York.

#### Les premiers films personnels
Frank Capra écrivit le scénario de son nouveau film, Femmes de luxe (Ladies of leisure), et le soumit à des écrivains que Harry Cohn avait fait venir de New York : l'un d'entre eux, Jo Swerling, virulent de critiques, décida de le réécrire entièrement. Capra engagea une jeune actrice caractérielle, Barbara Stanwyck, et fut obligé de composer avec son rythme de travail. C'est elle qui récolta toute la gloire du film lors de sa sortie en salles, lequel ne fut pas sélectionné aux Oscars. Vexé, Capra tenta tout son possible pour intégrer l'académie. Son action porta ses fruits : dès 1931, il en devint membre et siégea au conseil "d'élite". Il accepta aussi d'être "loué" le temps d'un film à la prestigieuse Metro-Goldwyn-Mayer, mais fut renvoyé après le premier jour de tournage. De retour à la Columbia, il persuada Harry Cohn d'acheter les droits d'une comédie musicale à succès, Rain or Shine, pour en tirer un film qui connut un grand succès public, tout comme Le Dirigeable (Dirigible) tourné l'année suivante.
Frank Capra décida de traiter de la religion dans un film, et fit acheter à Harry Cohn les droits d'une pièce de Robert Riskin, Bless You Sister, pour en faire The Miracle Woman, avec Barbara Stanwyck en vedette. Projet ambitieux noyé dans "du mélo et des clichés", le film fut un lourd échec. Déterminé à ne plus prendre de risques, Capra réalisa La Blonde platine (Platinium Blond), une comédie écrite par Jo Swerling et dialoguée par Robert Riskin, avec Jean Harlow. Mais résolu à adopter un ton sérieux pour ses films, il retenta le film à thèse l'année suivante et écrivit avec Swerling, Amour défendu (Forbidden), qui évita de peu le même naufrage que The Miracle Woman. S'inspirant pour la première fois de l'actualité, Frank Capra décida d'écrire avec Robert Riskin une histoire se déroulant dans un contexte de crise financière. La Ruée (American Madness), réalisé en 1932, fut un des premiers films à traiter directement de la Grande Dépression qui touchait les États-Unis. Si l'accueil critique fut partagé, le film suscita un intérêt général. Toutefois, malgré les espoirs de son réalisateur, le film ne fut pas nommé aux Oscars, pas plus que son film suivant, La Grande Muraille (The Bitter Tea of General Yen), qui fut censuré dans tous les pays du Commonwealth car il montrait une histoire d'amour entre deux individus de race différente. Il acheta la même année 1933 les droits d'une pièce de Damon Runyon, Madame La Gimp, que Robert Riskin rebaptisa Lady for A Day (Grande Dame d'un jour), avec en vedette May Robson (non sans avoir tenté d'obtenir la star de la Metro-Goldwyn-Mayer, Marie Dressler). Le film fut un succès et fut sélectionné dans quatre catégories aux Oscars, dont celle du meilleur réalisateur. Il n'en obtint toutefois aucun et la cérémonie fut pour Frank Capra un douloureux souvenir : quand Will Rogers annonça que le lauréat de l'Oscar du meilleur réalisateur était un ami à lui et s'appelait Frank, Capra se leva vers la scène, ovationné par ses amis, avant de comprendre que le véritable gagnant était Frank Lloyd.

#### Vers le succès et l'indépendance artistique

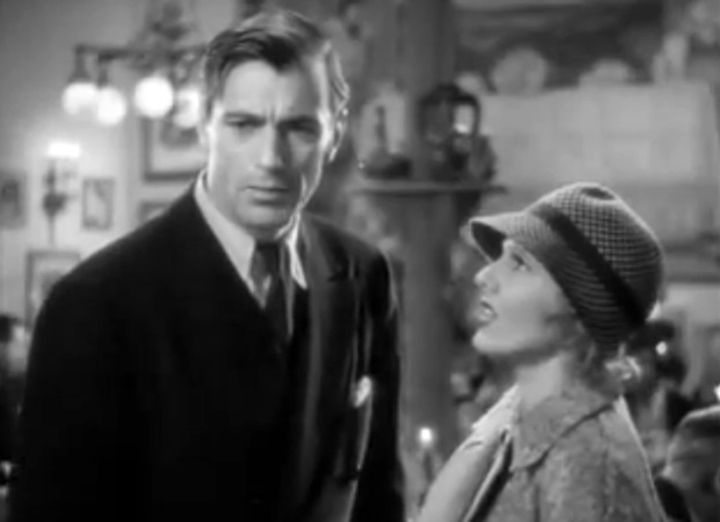
L'Extravagant Mr. Deeds (avec Gary Cooper et Jean Arthur) fut un tournant dans la carrière de Frank Capra : de nouveau couronné de succès par le public et par les Oscars, ce fut le premier des « films sociaux » dans lesquels le réalisateur entendait « dire quelque chose ».

Capra fit acheter à Harry Cohn les droits d'une nouvelle de Samuel Hopkins Adams, Night Bus, et en confia l'écriture à Robert Riskin. La mode des films d'autocar ne connaissait pas le succès, et les dirigeants de la Columbia tentèrent par tous les moyens de décourager Harry Cohn de produire ce film. En outre, aucune vedette ne voulait jouer dans New York-Miami (It Happened One Night). Claudette Colbert accepta à contrecœur mais pour un salaire important, et Clark Gable, sanctionné par la Metro-Goldwyn-Mayer, fut prêté à la Columbia. Le tournage fut très rapide, notamment à cause des exigences privées de Claudette Colbert, et détendu : Capra, fatigué de l'éprouvante production du film, voulait s'en débarrasser au plus vite et enchainer avec un nouveau projet. Le film sortit très discrètement et fut même retiré de l'affiche de certains grands cinémas au bout d'une semaine. Néanmoins, le film fut un très grand succès public. Nommé aux Oscars de 1935, New York-Miami remporta les cinq principales récompenses : Meilleur Acteur, Meilleure Actrice, Meilleur Scénario, Meilleur Film et Meilleur Réalisateur, record inégalé pendant près de 40 ans.
Capra acheta les droits d'un roman intitulé Opera Hat racontant l'histoire d'un brave homme provincial, Longfellow Deeds, héritant d'une fortune colossale et de biens immobiliers dans une grande ville, et donna le scénario à écrire à Robert Riskin. Pour incarner L'Extravagant Mr. Deeds (Mr. Deeds Goes to Town), Capra choisit rapidement Gary Cooper, qui correspondait selon lui parfaitement à l'image de l'homme honnête, et se battit pour imposer une jeune débutante, Jean Arthur. Le film, qui permit à Capra de remporter son deuxième Oscar de la mise en scène, fut un tournant dans sa carrière, : le réalisateur prit conscience de l'impact que pouvaient avoir ses œuvres sur les masses, et décida de donner un sens profond à ses films, de travailler plus longuement ses scénarios. Cette volonté d'ascendance sur la production de ses films, de voir le réalisateur comme un maître d’œuvre, accentua son indépendance artistique à une époque où les studios exerçaient un fort contrôle, et il fut l'un des premiers metteurs en scène salariés à avoir son nom au-dessus du titre sur les affiches promotionnelles de ses films,. Sa collaboration avec son ami le scénariste Robert Riskin en pâtit, celui-ci prétendant également à une plus forte reconnaissance de son talent. Il signa toutefois le scénario du nouveau film de Capra : Les Horizons perdus (Lost Horizon), adapté d'un roman de James Hilton. Auréolé de ses récents succès, le réalisateur put exiger un budget important, 2 millions de dollars, et fit construire en grandeur nature une partie des décors dans le ranch de la Columbia. Il engagea des acteurs connus pour les rôles principaux : Ronald Colman, Edward Everett Horton et John Howard, et des figurants indiens pour incarner les habitants tibétains. Une première publique fut organisée et se révéla si catastrophique, que Capra décida de couper les deux premières bobines du film, et de les brûler. Présenté dans une version raccourcie, le film fut un grand succès commercial,, y compris en Italie où les dialogues furent doublés et remaniés en faveur de l'idéologie fasciste.

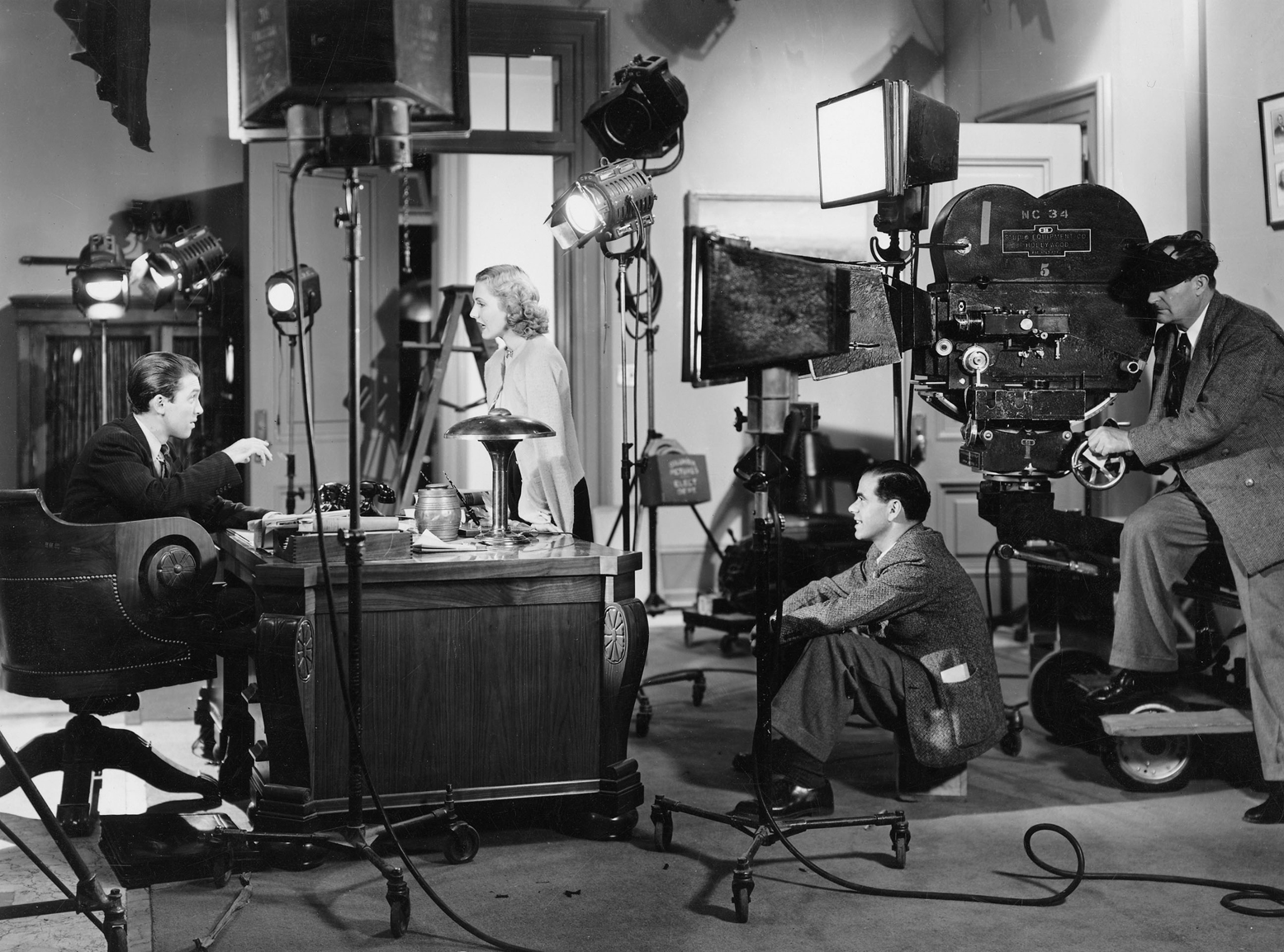
James Stewart, Jean Arthur et Frank Capra sur le tournage de Monsieur Smith au Sénat.

En 1938, Capra assista à New York à une pièce de théâtre qui venait de remporter le prix Pulitzer, You Can't Take It With You, et décida immédiatement de l'adapter au cinéma. Vous ne l'emporterez pas avec vous fut interprété par Lionel Barrymore, Jean Arthur et James Stewart sur un scénario signé de nouveau par Robert Riskin, malgré ses tensions avec le réalisateur. Harry Cohn organisa une immense projection du film pour la presse du monde entier dans les studios de la Columbia le 23 août 1938, quand Frank Capra apprit que son fils de trois ans venait de succomber à une embolie cérébrale fulgurante. La comédie fut un gros succès, et obtint deux récompenses majeures : l'Oscar du meilleur film et l'Oscar du meilleur réalisateur. En outre, Capra eut même l'honneur, de faire la une du Time Magazine.
Se voyant refuser son projet de film sur Frédéric Chopin, il menaça de quitter la Columbia, avant de se raviser et de commencer son nouveau projet, Monsieur Smith au Sénat (Mr. Smith Goes to Washington), dont il confia l'écriture à Sidney Buchman (qui avait déjà travaillé avec lui, sans être crédité, sur Les Horizons perdus). Capra fit reconstruire entièrement le Sénat en studio, dans les moindres détails, ainsi que les pièces avoisinantes, et engagea rapidement James Stewart, « l'idéaliste pur et naïf », et Jean Arthur, « la secrétaire […] qui en est revenue ». Le club national de la presse de Washington se chargea d'organiser une grande avant-première dans la capitale le 16 octobre 1939, en présence de quatre mille invités dont des juges, des sénateurs et des journalistes. La majorité du public bouda le film, quitta la salle ou insulta l’œuvre et son metteur en scène, : dans ce contexte de guerre, la classe politique ne toléra pas qu'un film montre que la corruption pouvait exister au sein du Sénat des États-Unis, et elle tenta, vainement, de faire interdire le film,,. Monsieur Smith au Sénat divisa la presse mais fut un gros succès auprès du public, y compris dans des pays européens : en France, il fut choisi pour être le dernier film de langue anglaise à être projeté dans les cinémas avant l'interdiction nazie, et remporta un gros succès. Le film fut lauréat de l'Oscar du meilleur scénario original et se classa parmi les dix meilleurs films de l'année par le New York Times. En outre, le contrat d'exclusivité liant Frank Capra à la Columbia arrivant à son terme, le réalisateur décida de prendre sa liberté et de fonder sa propre société de production.

### Les années 1940, entre guerre et rêves d'indépendance

#### Un réalisateur libre et convoité

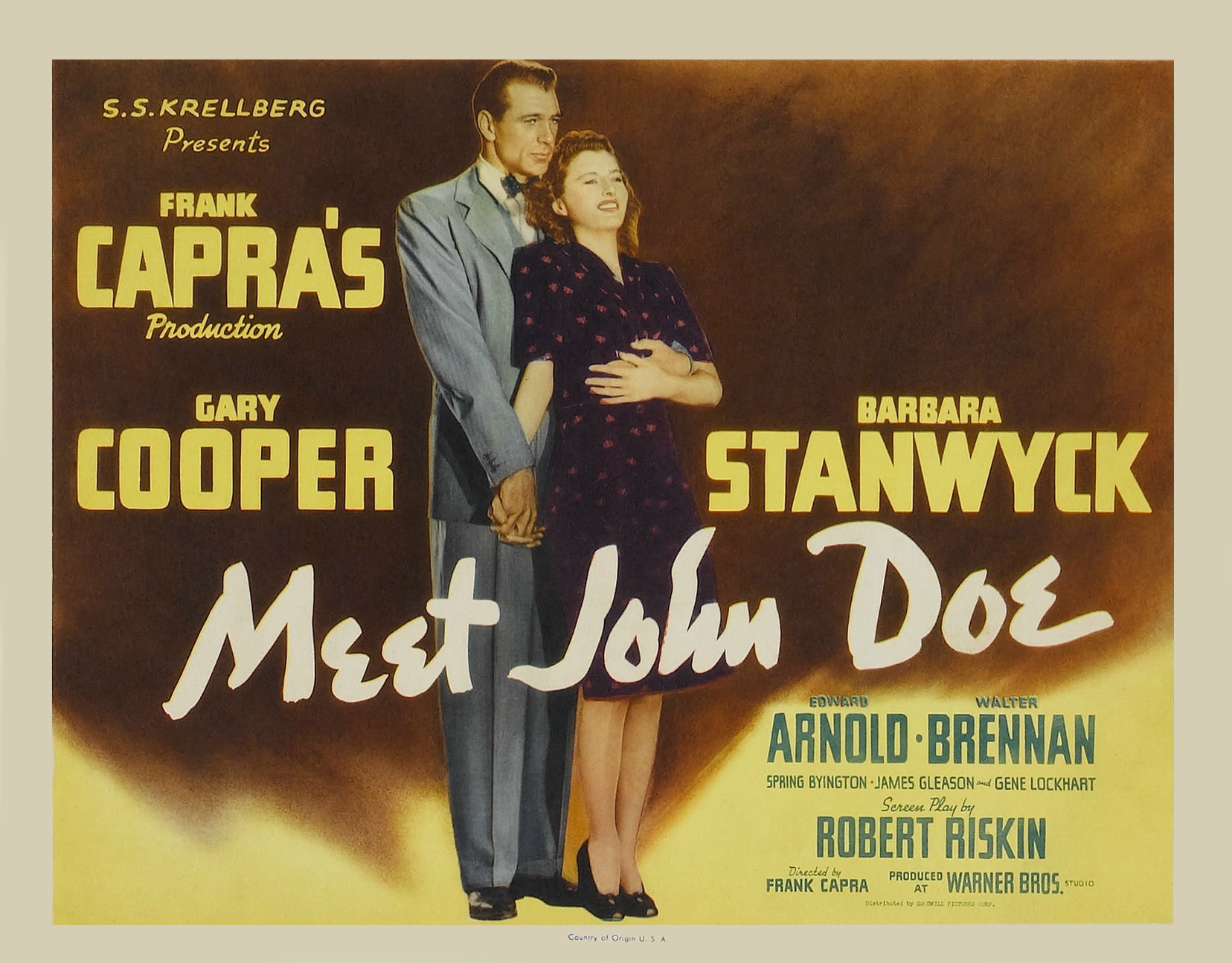
L'affiche du film L'Homme de la rue

Capra s'associa avec son ancien scénariste, Robert Riskin, et fonda les Productions Frank Capra, qui ne tardèrent pas à recevoir des propositions de toutes parts. Aucune major ne semblait toutefois vouloir laisser au réalisateur une complète liberté artistique, mais ce dernier finit par s'entendre avec Jack Warner, qui lui fit une belle proposition : distribuer le film et lui laisser tous les bénéfices. D'abord enclin à réaliser un film en costumes (il envisagea d'adapter Cyrano de Bergerac), il revint à ce qui faisait sa gloire : une peinture de l'Amérique contemporaine. Tous les comédiens du film, Gary Cooper, Barbara Stanwyck ou Walter Brennan, acceptèrent de participer à L'Homme de la rue (Meet John Doe) sans même lire le scénario, qui resta inachevé jusqu'à la fin du tournage. Le film s'attira les éloges de la critique et le succès du public, mais ne remporta que l'Oscar de la meilleure histoire originale. Quant à sa nouvelle société, taxée par l'État sur des bénéfices qu'elle n'avait pas encore perçus, Capra décida d'y mettre fin,. Le producteur David O. Selznick lui proposa un contrat à 250 000 dollars par films et la moitié des bénéfices, mais il refusa, préférant une nouvelle fois s'engager dans l'armée, au service des transmissions.
Toutefois, en attendant que l’armée fasse appel à lui, Capra décida de réaliser un film, pour assurer à sa famille des ressources financières pendant la guerre. Il choisit une pièce facile à porter à l'écran, à peu de frais et en peu de temps, Arsenic et vieilles dentelles. Avec Cary Grant en vedette, il mit en scène en quelques semaines un vaudeville classique, entièrement tourné dans les studios de la Warner Bros.. La société dut toutefois attendre la fin des représentations de la pièce de théâtre à Broadway, soit plusieurs années, avant de sortir le film, qui rencontra un grand succès.

#### La guerre: au service du moral

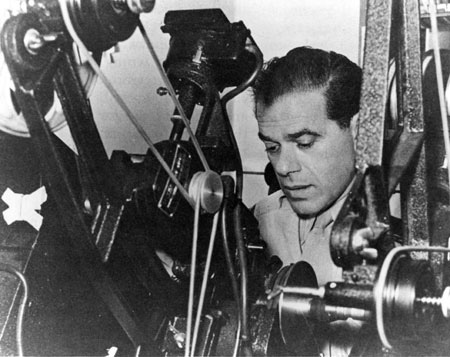
Nommé au "service du moral", Frank Capra fut chargé pendant la Seconde Guerre mondiale de réaliser une série de films de propagande à destination des jeunes engagés, Pourquoi nous combattons (Why We Fight). Pour son action, il reçut des décorations prestigieuses du Général Marshall et de Churchill.

Pendant la Seconde Guerre mondiale, Frank Capra sert dans les Transmissions de l'armée de terre, avec le grade de major. Durant cette période :
- Il produit State of the Union ;
- Il coréalise avec Anatole Litvak, entre 1942 et 1945, la série Pourquoi nous combattons (Why We Fight). La commande vient du gouvernement américain qui veut diffuser un film didactique aux soldats américains avant leurs combats en Europe. Elle comprend sept épisodes :

1. 1942 : Prélude à la guerre (Prelude To War)
2. 1943 : Les nazis attaquent (en) (The Nazis Strike)
3. 1943 : Diviser pour régner (Divide and Conquer)
4. 1943 : La Bataille d'Angleterre (en) (The Battle of Britain)
5. 1943 : La Bataille de Russie (en) (The Battle of Russia)
6. 1944 : La Bataille de Chine (en) (The Battle of China)
7. 1945 : L'Amérique en guerre vous parle (en) (War Comes to America)

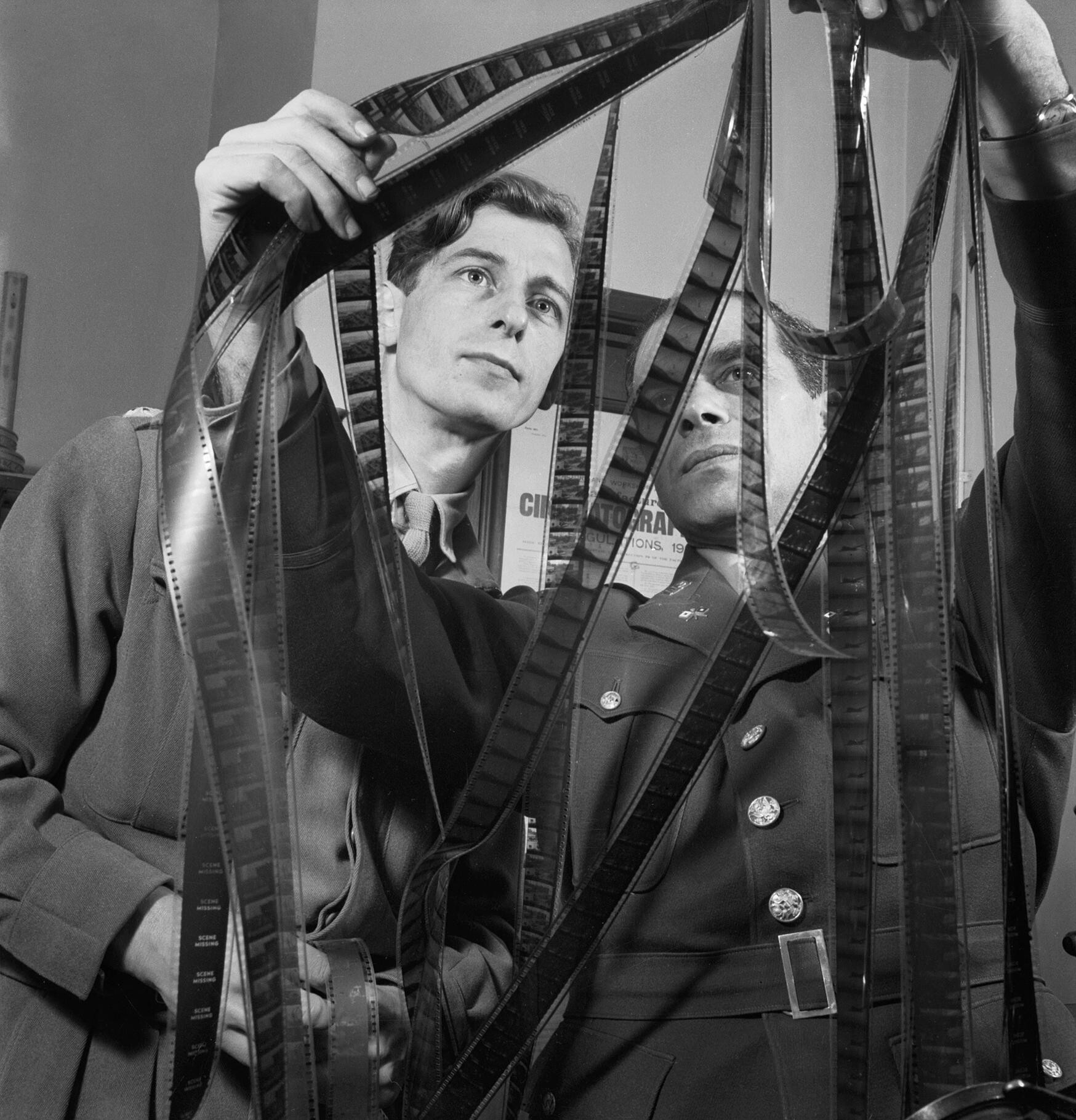
Frank Capra (à droite) et Roy Boulting lors du montage de Tunisian Victory, en 1944

La série est souvent considérée comme un chef-d'œuvre de propagande. En 1942, son premier épisode, Prélude à la guerre (Prelude To War) obtient un oscar dans la catégorie « documentaire ». Capra considère ses documentaires comme son œuvre la plus importante.
- il produit The Negro Soldier (1944).
- il coréalise avec Joris Ivens Know Your Enemy : Japan en 1945.

Comme colonel, il reçoit la Distinguished Service Medal en 1945.

### Fin de carrière
Peu après la guerre, désireux de s'affranchir des grosses machines que sont les studios hollywoodiens, Capra fonde avec George Stevens et William Wyler une compagnie indépendante, la Liberty Films. 
Il  réalise  La vie est belle (It’s wonderful life) avec James Stewart en 1946. Le film est ignoré lors de sa sortie, mais depuis l'expiration de son copyright, il est rediffusé chaque année à Noël sur les écrans de télévision américains. La vie est belle est souvent considéré comme une bluette à la gloire de l'Amérique traditionnelle, mais recèle pourtant des critiques acerbes, notamment celle de la vie provinciale et de son étroitesse. Le personnage joué par James Stewart est aussi le portrait d'un dépressif aux tendances suicidaires, point souvent ignoré par le public, la force de Capra résidant dans cette faculté à créer une histoire à deux niveaux de lecture : d'un côté, une situation terrible et problématique, de l'autre sa résolution dans un feu d'artifice de joie.
L'échec commercial du film La vie est belle est suivi de ceux, relatifs, de L'Enjeu et de Si l'on mariait papa, qui ne trouvèrent pas leur public et sonnèrent le glas de Liberty Films en 1948.
En 1950, Capra signe avec la Paramount pour laquelle il tourne deux films avec Bing Crosby.
Après plusieurs années loin des caméras, il revient au cinéma avec Un trou dans la tête en 1959 et  tourne son dernier film, Milliardaire pour un jour en 1961 avec Glenn Ford et Bette Davis, nouvelle version de Grande dame d'un jour. 
Frank Capra avait un projet de film de science-fiction qu'il ne mit jamais à exécution, mais il produisit une série d'émissions télévisées sur la science pour la compagnie de téléphone Bell.
En 1971, Capra publie son autobiographie Hollywood Story (The Name Above the Title : An Autobiography) dans laquelle il raconte son expérience des studios américains.
Frank Capra est mort le 3 septembre 1991 dans son sommeil à l'âge de 94 ans. Il est enterré au Coachella Valley Public Cemetery dans le comté de Riverside  (Californie).
Les archives de Frank Capra sont déposées au Reid Cinema Archives de l'Université Wesleyenne.
Son fils, Frank Capra Jr., né le 20 mars 1934, est mort le 19 décembre 2007. Il était président de Screen Gems Studios à Wilmington en Caroline du Nord.

## Filmographie

### Comme réalisateur

#### Au cinéma

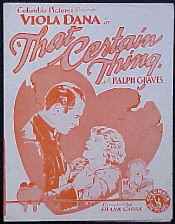
That Certain Thing (1928).

- 1922 : The Ballad of Fisher's Boarding House - court-métrage
- 1922 : The Village Blacksmith - court-métrage
- 1922 : The Looking Glass - court-métrage
- 1922 : The Barefoot Boy - court-métrage
- 1926 : L'Athlète incomplet (The Strong Man)
- 1927 : Sa dernière culotte (Long Pants)
- 1927 : Pour l'amour de Mike (For the love of Mike)
- 1928 : La Madone des sandwiches (That Certain Thing)
- 1928 : Un punch à l'estomac (So This Is Love?)
- 1928 : Bessie à Broadway (The Matinee Idol)
- 1928 : L'Homme le plus laid du monde (The Way of the Strong)
- 1928 : Say It with Sables
- 1928 : L'Épave vivante (Submarine)
- 1928 : The Power of the Press
- 1928 : The Burglar (coréalisé avec Phil Whitman)
- 1929 : Loin du ghetto[140] (The Younger Generation)
- 1929 : L'Affaire Donovan (The Donovan Affair)
- 1929 : Les Mousquetaires de l'air (Flight)
- 1930 : Femmes de luxe (Ladies of Leisure)
- 1930 : Rain or Shine
- 1931 : Le Dirigeable (Dirigible)
- 1931 : La Femme aux miracles (The Miracle Woman)
- 1931 : La Blonde platine (Platinum Blonde)
- 1932 : Amour défendu (Forbidden)
- 1932 : La Ruée (American Madness)
- 1932 : La Grande Muraille (The Bitter Tea of General Yen)
- 1933 : Grande Dame d'un jour (Lady for a Day)
- 1934 : La Course de Broadway Bill (Broadway Bill)
- 1934 : New York-Miami (It Happened One Night)
- 1936 : L'Extravagant Mr. Deeds (Mr. Deeds Goes to Town)
- 1937 : Les Horizons perdus (Lost Horizon)
- 1938 : Vous ne l'emporterez pas avec vous (You Can't Take It With You)
- 1939 : Monsieur Smith au Sénat (Mr. Smith goes to Washington)
- 1941 : L'Homme de la rue (Meet John Doe)
- 1944 : Arsenic et vieilles dentelles (Arsenic and Old Lace)
- 1946 : La vie est belle (It's a Wonderful Life)
- 1948 : L'Enjeu (State of the Union)
- 1950 : Jour de chance (Riding High) - remake de La Course de Broadway Bill (Broadway Bill, 1934)
- 1951 : Si l'on mariait papa (Here Comes the Groom)
- 1959 : Un trou dans la tête (A Hole in the Head)
- 1961 : Milliardaire pour un jour (Pocketful of Miracles) - remake de Grande Dame d'un jour (Lady for a Day, 1933)

#### À la télévision
- 1956 : Our Mr. Sun (en)
- 1957 : Hemo the Magnificent
- 1957 : The Strange Case of the Cosmic Rays
- 1958 : The Unchained Goddess.

#### Documentaires
- 1942-1945 : Pourquoi nous combattons (Why We Fight) - série de films de propagande réalisée pour l'armée :

1. 1942 : Prélude à la guerre (Prelude To War)
2. 1943 : Les nazis attaquent (en) (The Nazis Strike)
3. 1943 : Diviser pour régner (Divide and Conquer)
4. 1943 : La Bataille d'Angleterre (en) (The Battle of Britain)
5. 1943 : La Bataille de Russie (en) (The Battle of Russia)
6. 1944 : La Bataille de Chine (en) (The Battle of China)
7. 1945 : L'Amérique en guerre vous parle (en) (War Comes to America)

- 1944 : Victoire de Tunisie (en) (Tunisian Victory)
- 1945 : Your Job in Germany (en)
- 1945 : Know Your Ennemy : Japan
- 1945 : Here Is Germany (en)
- 1945 : Two Down and One to Go (en)
- 1964 : Rendez-vous in Space.

### Comme scénariste
- 1926 : Plein les bottes (Tramp, Tramp, Tramp) de Harry Edwards
- 1927 : His First Flame de Harry Edwards
- 1928 : That Certain Thing de lui-même
- 1929 : Les Mousquetaires de l'air (Flight) - dialogues
- 1932 : Amour défendu (Forbidden) de lui-même - histoire
- 1946 : La vie est belle (It's a Wonderful Life) de lui-même
- 1951 : Convoi de femmes (Westward the Women) de William A. Wellman - histoire

## Publications
Ouvrage
- Frank Capra, Hollywood Story : The Name Above the Title : An Autobiography, Paris, Ramsay Poche Cinéma, 2006 (1re éd. 1985).. Autobiographie publiée en 1971 aux États-Unis.

Articles
- (en) Frank Capra, « Breaking Hollywood's Pattern of Sameness », The New York Times Magazine, 5 mai 1946.
- (fr) Frank Capra, « Il faut savoir faire un film avant de le commencer », Cinémonde, 25 juin 1946.
- (en) Frank Capra, « The Great Days of Hollywood Are Over », U.S. News and World Report, 25 août 1980.

## Distinctions

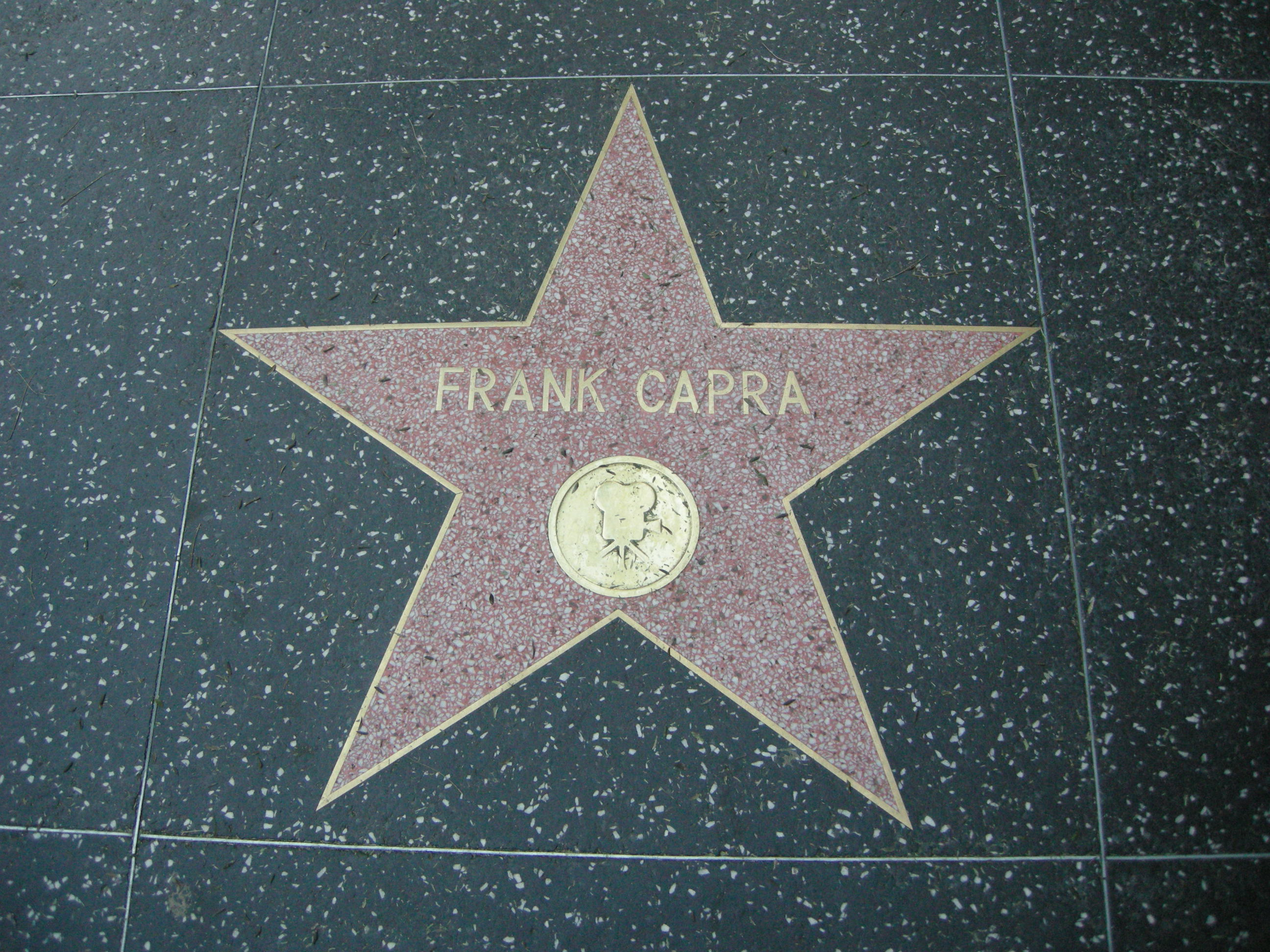
Étoile de Frank Capra sur le Hollywood Walk of Fame (au 6614 Hollywood Boulevard).

### Décorations et honneurs
- 1945 : Distinguished Service Medal[141],[142]
- 1945 : Ordre de l'Empire britannique[141]
- 1960 : Étoile sur le Hollywood Walk of Fame (située au 6614 sur Hollywood Boulevard).

### Récompenses
Oscars
- 1935 : Oscar du meilleur réalisateur pour New York-Miami
- 1937 : Oscar du meilleur réalisateur pour L'Extravagant Mr. Deeds
- 1939 : Oscar du meilleur réalisateur pour Vous ne l'emporterez pas avec vous

Directors Guild of America Award
- 1941 : DGA Honorary Life Member Award (membre à vie)
- 1959 : Lifetime Achievement Award (pour l'ensemble de son œuvre)

Golden Globes
- 1947 : Golden Globe du meilleur réalisateur pour La vie est belle.

Mostra de Venise
- 1936 : Recommandation spéciale pour L'Extravagant Mr. Deeds
- 1982 : Lion d'or pour la carrière

American Film Institute
- 1982 : Life Achievement Award

Divers
- 1974 : prix Inkpot

### Nominations et sélections
Oscars
- 1934 : Oscar du meilleur réalisateur pour Grande Dame d'un jour
- 1940 : Oscar du meilleur réalisateur pour Monsieur Smith au Sénat
- 1947 : Oscar du meilleur réalisateur pour La vie est belle

Directors Guild of America Awards
- 1960 : DGA Award du meilleur réalisateur pour Un trou dans la tête
- 1962 : DGA Award du meilleur réalisateur pour Milliardaire pour un jour

Laurel Awards
- 1962 : Golden Laurel

Mostra de Venise
- 1934 : en compétition pour la Coupe Mussolini pour New York-Miami
- 1936 : en compétition pour la Coupe Mussolini pour L'Extravagant Mr. Deeds

#### Biographies
- (en) Frank Capra, The Name Above the Title, An Autobiography, Macmillan Company, 1971. Autobiographie publiée en France sous le titre Hollywood Story, Paris, Stock, 1976. Réédité chez Ramsay Poche Cinéma en 1985 et 2006.
- Michel Cieutat, Frank Capra, Paris, Rivages/Cinéma, 1999.
- (en) Joseph McBride, Frank Capra, The Catastrophe of Success, Simon & Schuster, 1992.
- (en) Leland A. Poague, Another Frank Capra, Cambridge University Press, 2005.
- (fr) Christian Viviani, Frank Capra, Paris, Éditions des Quatre-Vents, 1988.
- (en) Vito Zagarrio et Robert Sklar, Frank Capra, Authorship and the Studio System, Temple University Press, 1998.
- (it) Vito Zagarrio, Frank Capra, Florence, La Nuova Italia, 1984.

#### Analyses et ouvrages thématiques
Les commentaires indiquent ce qui est relatif à Frank Capra dans l'ouvrage concerné.
- (fr) Pierre Berthomieu, Les Horizons perdus et les images primordiales, Hollywood Classique : le temps des géants, Nîmes, Éditions Rouge Profond, 2009, p. 439-450. Analyse du film Les Horizons perdus et des thèmes dans la filmographie du réalisateur.
- (en) Stanley Cavell, Pursuits of happiness : the Hollywood comedy of remarriage, Cambridge, Massachisetts, Harvard University Press, coll. « Harvard film studies », 1981, 283 p. (ISBN 978-0-674-73905-5 et 978-0-674-73906-2, OCLC 490382466, lire en ligne).
- David Da Silva, Le populisme américain au cinéma : de D.W. Griffith à Clint Eastwood : un héros populiste pour unir ou diviser le peuple?, La Madeleine, LettMotif, coll. « Thèses/essais », 2015, 466 p. (ISBN 978-2-367-16129-7 et 978-2-367-16116-7, OCLC 912865608, lire en ligne).
- (en) Leland A. Poague, The cinema of Frank Capra : an approach to film comedy, South Brunswick, A.S. Barnes, 1975, 252 p. (ISBN 978-0-498-01506-9, OCLC 1119451).
- (en) Richard Schickel, The men who made the movies : interviews with Frank Capra, George Cukor, Howard Hawks, Alfred Hitchcock, Vincente Minnelli, King Vidor, Raoul Walsh, and William A. Wellman, New York [New York], Atheneum, 1975, 1re éd., 308 p. (ISBN 978-0-689-10631-6, OCLC 1339070). Interview de Frank Capra.
- (en) Eric Smoodin, Regarding Frank Capra : Audience, Celebrity, and American Film Studies, 1930-1960, Durham, Duke University Press, 2004, 314 p. (ISBN 978-0-822-38626-1, OCLC 1226679619, lire en ligne).
- Jean-Pierre Coursodon et Bertrand Tavernier, 50 ans de cinéma américain, Paris, Omnibus, 1995 (1re éd. 1991), 1268 p. (ISBN 2-258-04027-2), p.346-350. Analyse critique de sa filmographie.
- Bertrand Tavernier, Amis Américains, entretiens avec les grands auteurs de Hollywood, Arles, Institut Lumière/Actes Sud, 2008, p.569-573. Entretiens avec le scénariste Sidney Buchman.
- (en) Bob Thomas, King Cohn : The Life and Times of Harry Cohn, New York, Putnam, 1967 Sur ses relations avec Harry Cohn.
- Olivier-René. Veillon, Le cinéma américain / Les années trente : 1929-1945, Paris, Ed. du Seuil, coll. « Points » (no 40), 1986, 229 p. (ISBN 978-2-020-09109-1, OCLC 715293739), p. 36-49 Analyse critique de sa filmographie.

#### Articles
- (fr) Amit Bellicha et Alain Caron, « Capra en prise sur l'air du temps », Jeune Cinéma, no 179, février-mars 1987.
- (fr) Collectif, « Spécial Frank Capra », Positif, no 133, décembre 1971.
- (fr) Collectif, « Spécial Capra », Positif, no 317-318, juillet-août 1987.
- (fr) Olivier Eyquem, « Frank Capra », Dossiers du Cinéma, Paris, Casterman, 1974.
- Raphaël Jaudon, « L’impossible populisme de Frank Capra. Rhétorique et politique dans la « Trilogie de la Grande Dépression » », Cinémas, vol. 29, no 3,‎ automne 2021, p. 173-197 (lire en ligne)
- (en) Jeffrey Richards, « Frank Capra: The Classic Populist », Visions of Yesterday, Routledge and Keagan Paul, 1973.
- (en) Sam Rodhie, « A Structural Analysis of Mr. Deeds Goes to Town », Cinema, no 5, février 1970.